# Glomeris infuscatus
Glomeris infuscatus är en mångfotingart som beskrevs av Pocock 1894. Glomeris infuscatus ingår i släktet Glomeris och familjen klotdubbelfotingar. Inga underarter finns listade i Catalogue of Life.